# Rafael Mercadante
Rafael Mercadante Mena (Tampico, Tamaulipas  15 de mayo de 1973), es un actor, presentador, cantante y locutor de carácter internacional de la televisión mexicana, que además ha realizado labores como productor televisivo, reportero y director de escena en diferentes etapas de su carrera.
Fue becado por la empresa Televisa para ingresar al CEA (Centro de Educación Artística) Generación 93-95, inicio en la Ciudad de Monterrey y finalizando sus estudios en la Ciudad de México y durante los siguientes 8 años se desempeñó como actor de exitosas telenovelas como El manantial y El privilegio de amar, entre otras y también fue conductor de diversos programas de televisión para la misma empresa, participando al mismo tiempo en diferentes obras teatrales y musicales.
Fungio como locutor radial del programa La Pijama transmitido en México y en la frontera de Estados Unidos durante tres años para la cadena Firmesa, Raza y Radio Cadena Nacional.
En 2000 inicia su faceta como cantante, de la cual lleva cuatro álbumes en diferentes géneros musicales de la música regional mexicana, como el norteño, duranguense, banda además de una fusión de música de rock con norteño a la que bautizo como "Rockteñobanda",
En 2003 ingresa a la cadena Univision como presentador y más tarde como productor asociado del programa de televisión Caliente y diversos programas especiales para la misma empresa.
Ha sido nominado como revelación juvenil en los Premios TVyNovelas y fue ganador del Emmy en 2007 por la conducción del Desfile de las Rosas (The Rose Parade) para Univision, en Los Ángeles, CA.
Fue la imagen latina del detergente Oxyclean para México, EE. UU. y Canadá. Y Represento la imagen de Toro Taxes por 3 años. Desde 2003 se sumó a las filas de Azteca América en donde participo como conductor y productor asociado del show "Quiero ser Grupero" junto a Cynthia Rodríguez durante 2 temporadas, y tiempo después de TV Azteca en 2017.

## Inicios
Su primer acercamiento a la televisión fue a los 10 años en el programa Club Infantil del 2 en Televisa Monterrey con el grupo de baile Rafael y su Ballet, y posteriormente destaca de manera local en Saltillo, Coahuila (México), con un grupo coreográfico para shows, fiestas infantiles y XV años Karma.

## Estudios artísticos
- Egresado del C.E.A. Y C.E.A.M. Generación 93-95.
- Centro de Educación Artística y
- Centro de Educación Artística de Monterrey.

## Teatro
- Vaselina (1991)
- Jesucristo Superestrella (1991)
- Monte Calvo (1992)
- La Mudanza (1993)
- El Inspector (1994)
- Bésame Salvaje (1998)
- Navaja Caliente (1998)
- El Enfermo Imaginario (1999)
- Todos tenemos Problemas Sexuales (2003)
- Pasta al pesto (2013)
- Matrimonios vemos de atrás ni sabemos (2018)

## Teatro infantil
- El Libro de la Selva (1995)
- Piratas (1996)
- Power Rangers (1996)
- Dumbo (1997)
- Cenicienta (1999)
- La Bella y la Bestia (2003)

## Televisión
- Conductor pionero cadena (SKY)
Canal Bandamax, programas: “La Ley del Top” “Y Sigue la Furia Dando“ (1997-1998) (SKY)
- Conductor Ritmoson (1998-2000) (Cablevisión)
- Programas “Top 5 Grupero”, “Grito Norteno”, “Reventados”. (SKY)
- Televisa
- Conductor “Premios Furia Musical” (1998-2000)
- Conductor “Acapulco Fest” (1999-2004)
- Conductor “Fiesta Mexicana” (1999-2004)
- Conductor “Especial Los Tigres del Norte en el Zocalo”
- Conductor “Temerarios en el Estadio Azteca”
- Conductor Sección “Que Todo México se Entere” Programa Hoy
- Conductor Programa “Todo Se Vale”
- Conductor Programa “Reventon Musical”
- Univision
- Conductor "Grito Mexicano" (2004-2007)
- Conductor Red Carpet (Premios Juventud) (2004-2008)
- Conductor Programa “Acceso Total” (Premios Juventud) (2004-2008)
- Conductor “Festival del Mariachi” (2004-2005)
- Conductor ”Premios Furia Musical” (2004-2007)
- Conductor “Premios TV y Novelas” (2005-2007)
- Conductor “Noche de estrellas de Tv y novelas” (2005-2007)
- Conductor invitado “Fin de Año” (2004-2006)
- Conductor invitado programa “Despierta America” (2005-2007)
- Conductor “ Rumbo a Premio Lo nuestro”
- Conductor y productor asociado programa “Caliente” (2003-2006)
- Conductor “Las Mananitas de Guadalupe“ (2006-2008)
- Conductor “Desfile de las Rosa“ (2006-2008) Ganador del EMMY
- Conductor “El Juego Supremo” (2008)
- Reportero espectáculos “Primer Impacto fin de semana“ (2006-2009)
- Venevisión
- Co-conductor Programa "Quien tiene la razón" (2011-2012) (Venevisión Internacional)
- Fox
- Conductor y Productor Asociado Programa "Que no te cuenten" (2013-2014) (Mundo Fox)
- TV Azteca
- Participante “La Isla, El Reality” 2012 (tercer eliminado)
- Conductor y productor asociado Programa "Quiero ser grupero" 2012 (Azteca América)
- Conductor Programa "Quiero ser grupero" 2013 2.ª Temporada 2013 (Azteca América)
- Conductor programa Escape Perfecto Canal Azteca Uno y Mundo en TV Azteca Internacional (TV Azteca, Teleset, Sony) (2015-2017)
- La Isla, El Reality: La revancha (2016) (octavo eliminado)
- Conductor Programa Corazón Grupero (2017-2022)
- Conductor "Fiesta Azteca, el grito de México" (2018-2022)
- Conductor "Al Extremo: Fin de semana" (2023-Presente)
- Conductor La rueda de la suerte (2023)

## Telenovelas
- Gente Bien (1997) Fabricio
- El privilegio de amar (1998-1999) Mauricio Trujillo
- Cuento de Navidad (1999) Espíritu
- El manantial (2001) Gilberto Morales
- Pecadora (2009) Andres

## Radio
- Locutor del programa “ La Pillama” Cadena Firmesa Rasa y Radio Cadena Nacional (2000, 2001 y 2002)

## Programas unitarios
Televisa
- “En Familia con Chabelo”
- “La Cuchufleta”
- “Mujer casos de la vida real”
- "Sábado Gigante", protagonista del segmento de comedia "La cosa está dura" (Univisión)
- ¿Quien tiene la razón?

## Discografía
- Mi Joven Corazón (2001)
- Rafael Mercadante Acompanado de Patrulla 81 y Control (2006)
- Estas ganas que tengo (2008)
- Rockteñobanda (2014)

- Datos: Q3544189